# غيليس دي كوربيل
غيليس دي كوربيل (بالفرنسية: Gilles de Corbeil) هو عالم تشريح وكاتب طبي وأستاذ جامعي وشاعر فرنسي، ولد في 1140 في كورباي إيسون في فرنسا، وتوفي في 1224.